# المقدمة (لوست)
" المقدمة" هي حلقة تجريبية مكونة من جزئين من المسلسل التلفزيوني لوست (أو يعرف باسم الضياع بالدبلجة العربية) التابع لهيئة الإذاعة الأمريكية (ABC)، عرض الجزء الأول لأول مرة في 22 سبتمبر 2004، والجزء الثاني بعد أسبوع واحد في 29 سبتمبر. تم إخراج كلا الجزئين من قبل جاي جاي أبرامز، الذي شارك في كتابة السيناريو مع دامون ليندلوف. حصل جيفري ليبر، الذي كلفته ABC بكتابة النسخة الأولى من السيناريو، على كتابة القصة. تم تصويره في أواهو، هاواي، وكانت أغلى حلقة تجريبية حتى ذلك الوقت، حيث كلفت ما بين 10 و14 مليون دولار، ويرجع ذلك إلى حد كبير إلى تكلفة شراء وشحن وتجهيز لوكهيد 1011 الذي تم تعطيلها لتمثيل حطام الرحلة 815. تم إجراء العديد من التغييرات أثناء عملية الاختيار، بما في ذلك الممثلين المختارين وسلوكيات الشخصيات ومصيرها.
تقدم الحلقة التجريبية الناجين من رحلة أوشيانيك 815، الذين تعرضوا لتحطم طائرة وانتهى بهم الأمر في جزيرة غامضة. ثلاثة من الشخصيات، جاك شيبارد (ماثيو فوكس)، كيت أوستن (إيفانجلين ليلي) وتشارلي بيس (دومينيك موناغان)، ظهرت قبل تحطم الطائرة في مختطفات من الماضي لتجاربهم على متن الطائرة وهي تتحطم في الجو؛ سيتم إعادة استخدام تقنية السرد هذه في كل حلقة لاحقة من المسلسل تقريبًا. تعد الحلقة التجريبية للوست من أكثر الحلقات التجريبية شهرة على الإطلاق. حصل كلا الجزئين على تقييمات عالية، حيث حطم الجزء الأول الرقم القياسي لحلقة تجريبية مع 18.6 مليون مشاهد، وفازت الحلقة لاحقًا بالعديد من الجوائز والأوسمة.

## القصة

### الجزء 1
يستيقظ جاك شيبارد في غابة مشوشًا، ويتبع كلب لابرادور أصفر بين الخيزران.حتى يصل إلى الشاطئ، ويواجه حطام طائرة أوشيانيك الرحلة 815، التي كان على متنها. يقوم الجراح جاك بتقديم المساعدة الطبية للعديد من الناجين، وقام بمساعدة كلير ليتلتون الحامل وبإعطاء الإنعاش القلبي الرئوي لفاقدة الوعي روز نادلر. بعد مرور الصدمة الأولية، يتراجع جاك إلى منطقة هادئة ليتعامل مع إصاباته. صادف كيت أوستن وطلب منها المساعدة في خياطة جرح في ظهره.
ينظم سعيد جراح مجموعة تنظيف، بينما يجمع هيرلي الطعام من مطبخ الطائرة ويوزعه على الناجين. ترفض شانون رذرفورد الشوكولاتة التي قدمها لها شقيقها النصفي بون كارلايل، معتقدة أن الإنقاذ وشيك. رجل كوري وهو جين-سو كوون، أخبر زوجته صن بأنها يجب أن تظل قريبة منه في جميع الأوقات. بعد حلول الليل، يسمع الناجون أصوات هدير عالية وأصوات تحطم الأشجار في الغابة.
في صباح اليوم التالي، انطلق جاك وكيت لاستعادة جهاز الإرسال والاستقبال الخاص بالطائرة من قسمها الأمامي الذي هبط في الغابة. يرافقهم تشارلي بيس. يجده الثلاثي متعلقا على شجرة، مما يجبرهم على الصعود للوصول إلى قمرة الطيار. يختفي تشارلي في الحمام بينما يوقظ جاك وكيت الطيار المصاب بالارتجاج. يقول إن الطائرة فقدت الاتصال اللاسلكي بعد ست ساعات من إقلاعها، وعندها عادت إلى فيجي وأصيبت بدوامات طرف الجناح. ويقدر أنهم كانوا بعيدين عن مسارهم بألف ميل قبل وقوع الحادث، مما يعني أن أي من رجال الإنقاذ سيبحثون في المكان الخطأ. يحاول استخدام جهاز الإرسال والاستقبال، لكن لا يمكنه الحصول على إشارة.
فجأة سمع صوت هدير غريب مرة أخرى، وتم القبض على الطيار عن طريق شيء خارج الطائرة، مما دفع الثلاثي إلى الإمساك بجهاز الإرسال والفرار. أثناء الهروب، يقع تشارلي ويعود جاك لمساعدته بينما تجري كيت المرتعبة. بعد أن يغادر الوحش غير المرئي، يجتمع الثلاثة ويكتشفون جثة الطيار المشوهة معلقة في قمة شجرة.

#### الفلاشباك
على متن الطائرة، إصطدم تشارلي بجاك عندما كان يهرب أثناء استدعائه من قبل المضيفات. هز الاضطراب الطائرة، مخيفًا روز التي تجلس على الجانب الآخر من جاك. يتحدث الاثنان، وتذكر روز أن زوجها في الحمام. يزداد الاضطراب سوءًا حتى تبدأ الطائرة في الانحراف بعنف، مما يتسبب في اصطدام رجل بالسقف وهبوط أقنعة الأكسجين.

### الجزء 2
يعود جاك وكيت وتشارلي إلى الشاطئ، حيث يكتشف والت البالغ من العمر عشر سنوات زوجًا من الأصفاد، والذي يظهره لوالده مايكل. دخل رجل معروف باسم "سوير" في معركة بالأيدي مع سعيد، واصفا إياه بالإرهابي، لكن جاك ومايكل أوقفهما. يقرر جاك أنه مع عدم وجود احتمالات للإنقاذ الفوري، عليه أن يبذل قصارى جهده لعلاج الناجي الأكثر إصابة، وهو مشير أمريكي فاقد للوعي بقطعة من الحطام ملقاة بجانبه. يستعين بمساعدة هيرلي.
يُصلح سعيد جهاز الإرسال والاستقبال، لكن عمر البطارية المتبقي ضئيل ولا توجد إشارة. ويوضح أن الوصول إلى أرض مرتفعة يزيد من احتمالية حصوله على إشارة. قرر هو وكيت الذهاب إلى الغابات بحثا عن قمة مرتفعة، جنبًا إلى جنب مع تشارلي وشانون وبون وسوير. أثناء الطريق، يظهر دب قطبي ويهاجم المجموعة. أطلق سوير النار وقتله بمسدس سرقه من المشير، واتهمه سعيد بأنه أسير المشير. كيت تمسك السلاح قبل أن يتأزم الموقف. بالعودة إلى الشاطئ، يستيقظ المارشال ويسأل جاك، «أين هي؟»
مع وصول الفريق إلى أرض مرتفعة، يقوم سعيد بتشغيل جهاز الإرسال والاستقبال وتلقي إشارة. ولكن كانت الإشارة تعترض مع إرسال متكرر باللغة الفرنسية، والذي تترجمه شانون على أنه «أنا وحدي الآن، في الجزيرة لوحدي. أرجوكم فليأتي أحد. الآخرون... ماتوا. قتلهم. لقد قتلهم كلهم». نظرًا لأن الإرسال يستمر 30 ثانية وكل تكرار يذكر عدد التكرارات حتى اللحظة، يحسب سعيد أنه تم بثه منذ أكثر من 16 عامًا.

#### الفلاشباك
بقلق وشك من مضيفات الطيران، يركض تشارلي إلى الحمام، حيث يحبس نفسه لشم الهيروين. عندما يضرب الاضطراب، يصطدم تشارلي بالسقف ويهرع للخارج، مقيدًا نفسه في مقعد بينما تبدأ الطائرة في الهبوط.
تم الكشف عن أن كيت هي أسيرة المارشال، وهي ترتدي الأصفاد التي عثر عليها والت في الغابة. عندما يضرب الاضطراب، تُفتح حجرة الأمتعة ويفقد المارشال وعيه بعد أن سقطت عليه حقيبة سفر. تكافح كيت من أجل ارتداء قناع الأكسجين الخاص بها بسبب الأصفاد، لذلك تحرر نفسها باستخدام مفاتيح المارشال وتضع قناع الأكسجين الخاص به عليه قبل أن تضع قناعها. قسم ذيل الطائرة ينفجر ويسقط بعيدًا.

## الإنتاج

### الإلهام وكتابة النص

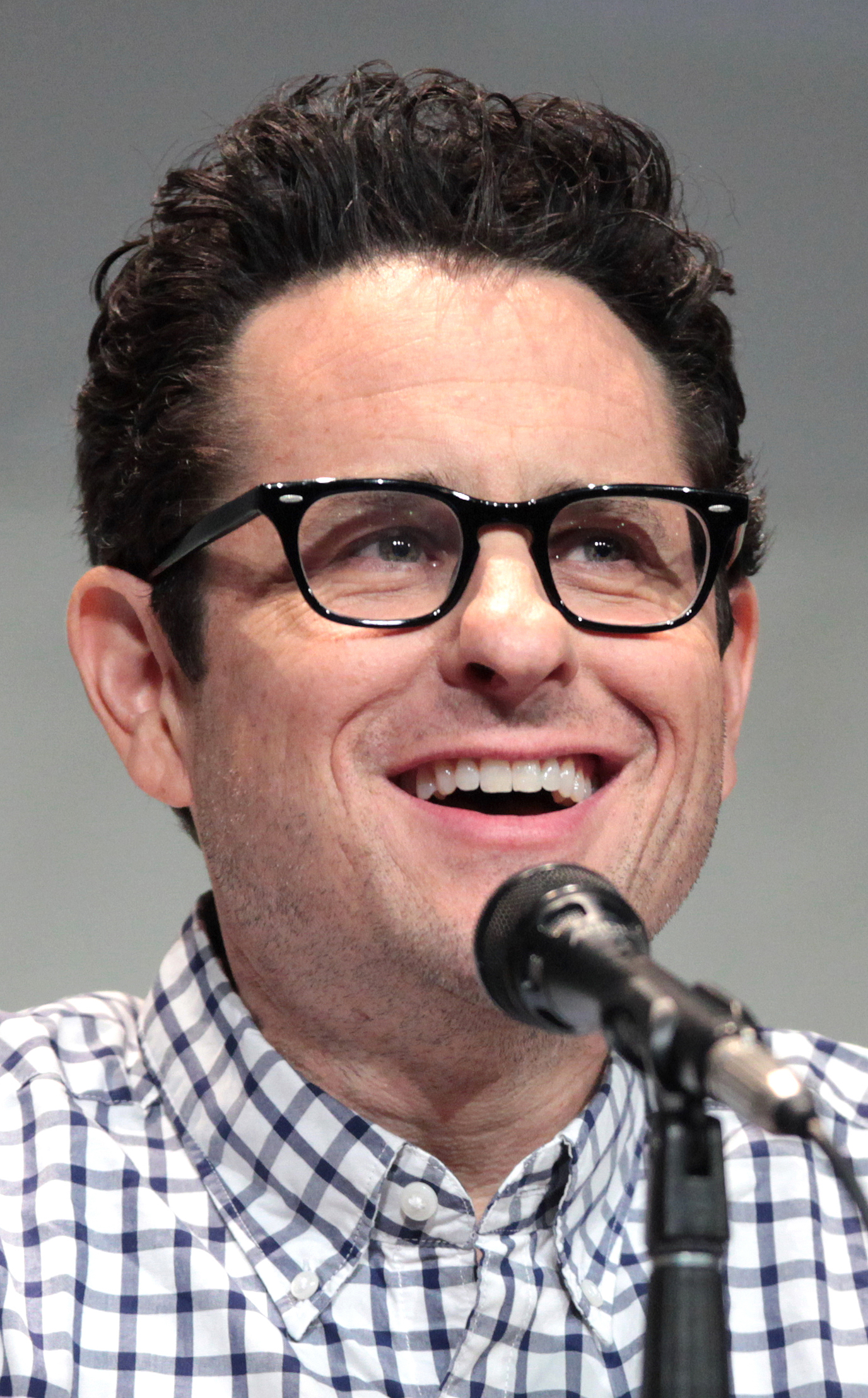
قام جاي جاي أبرامز بإخراج الحلقة.

بدأ المسلسل في التطور في صيف عام 2003، عندما قرر نائب رئيس ABC الأول توم شيرمان أن يطلب من تلفزيون سبيلينغ سيناريو يعتمد على فكرة رئيس الشبكة لويد براون، الذي تصور إلهاميا سلسلة كانت تقاطعًا بين رواية أمير الذباب، وفيلم منبوذ (كاست أواي)، والمسلسل التلفزيوني جزيرة جيليجان، وبرنامج الواقع الشهير سرفايفر. أطلق براون على مفهومه عنوان لوست (تائه) بعد عرض واقعي فاشل تم بثه في عام 2001. تم الاتصال بالكاتب جيفري ليبر من قبل نائب رئيس سبيلينغ لتطوير المسلسل تيد جولد، وفي سبتمبر 2003 قدم إلى ABC مفاهيم ما أسماه «لا مكان». وافق شيرمان على الفكرة وعين ليبر لكتابة سيناريو، لكن انتهى الأمر ببراون برفض مسودة ليبر وإعادة كتابته اللاحقة. في يناير 2004، اتصل براون بـ جاي جاي أبرامز، الذي طور المسلسل التلفزيوني إيلياس لـ ABC، لكتابة نص تجريبي جديد، والذي سيحتفظ باللقب لوست. على الرغم من تردده في البداية، إلا أن أبرامز استعد للفكرة بشرط أن يكون للمسلسل زاوية خارقة للطبيعة وتم تعيينه شريكًا في الكتابة. أرسله المدير التنفيذي لشركة ABC هيذر كادين إلى ديمون ليندلوف، الذي كان ينوي منذ فترة طويلة مقابلة أبرامز لأنه كان يرغب في الكتابة لإيلياس. معًا، طور أبرامز وليندلوف شخصيات وقصة لوست، جنبًا إلى جنب مع إنشاء سلسلة «الكتاب المقدس» التي ستخزن الأفكار الأسطورية الرئيسية ونقاط الحبكة لمدة خمسة إلى ستة مواسم مثالية للعرض. عمل ليندلوف وأبرامز بين 13 و16 يناير، عندما أرسل ليندلوف مخططًا من 21 صفحة إلى المديرين التنفيذيين في ABC. تم تسليم المسودة الأولى الكاملة للنص التجريبي في 24 فبراير، واستمر التعديل التلفزيوني، مع وصول النص النهائي في 19 أبريل. كان تطوير العرض مقيدًا بالمواعيد النهائية الضيقة، حيث تم تكليفه في وقت متأخر من دورة تطوير موسم 2004 وقدر براون أن العملية برمتها من الكتابة إلى ما بعد الإنتاج استغرقت من 6 إلى 8 أسابيع. على الرغم من الجدول الزمني القصير، ظل الفريق الإبداعي مرنًا بما يكفي لتعديل أو إنشاء الشخصيات لتناسب الممثلين الذين يرغبون في تمثيلهم.
على الرغم من أن أبرامز وليندلوف لم يستخدموا عمل ليبر كمصدر إلهام لأنفسهم، إلا أن ليبر طلب التحكيم في نقابة الكتاب الأمريكية الذي أشار إلى أوجه التشابه في كلا النصين أكسبه ترخيصا في القصة. قال ليبر في وقت لاحق أن المسلسل سينجرف كثيرًا عن مفاهيمه في «لا مكان»، معلناً أن لوست كان «أشبه بسيد الخواتم من أمير الذباب». قام الكاتب والمنتج أنتوني سبينر في وقت لاحق بمقاضاة ABC على حساب أنه قدم نصًا بعنوان «ل.و.س.ت» إلى الشبكة في عام 1977، ولكن تم رفض القضية على أساس أن أياً من الأشخاص المشاركين في لوست لم يقرأوا عمل سبينر.

### طاقم التمثيل

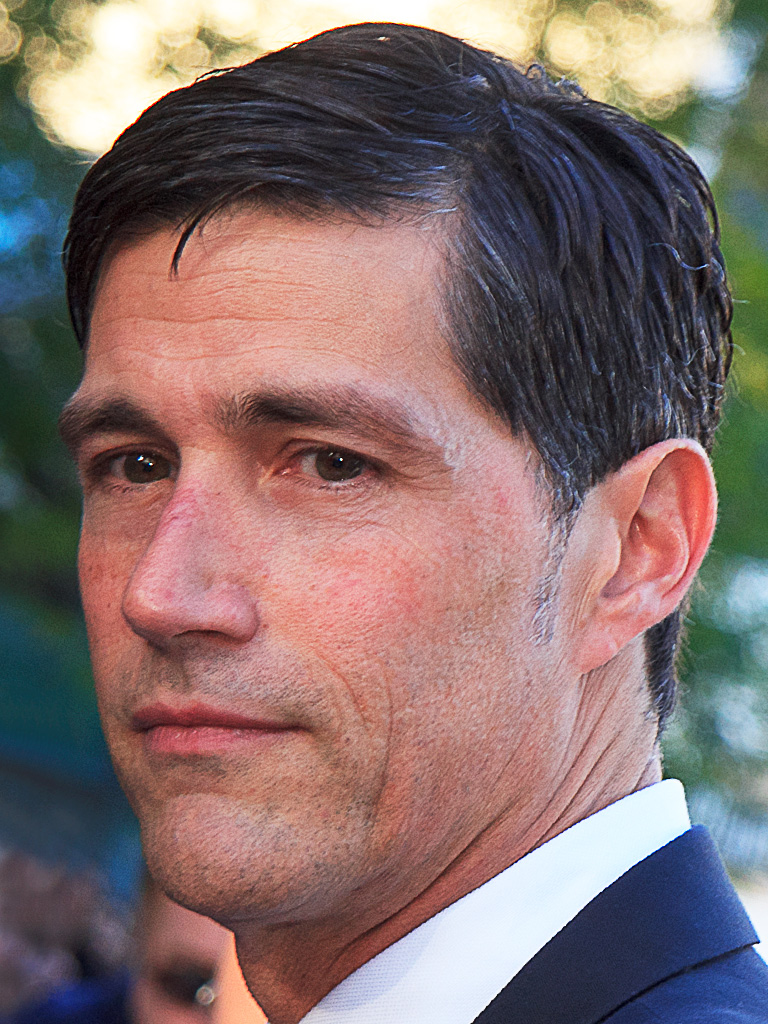
قام ماثيو فوكس بتصوير جاك شيبارد، وهو طبيب وبطل الرواية الرئيسي في المسلسل.

في الخطط الأولية للمسلسل، كان جاك سيموت في منتصف الحلقة الأولى. تم عرض دور جاك في الأصل على مايكل كيتون، ولكن عندما غير المنتجون رأيهم بسرعة حول وفاة جاك، وجعله القائد، تخلى كيتون عن العمل. بعد اختيار ماثيو فوكس لجاك، تم تأسيس الشخصية كقائد، وتم تقديم طيار الطائرة ليحل محل جاك باعتباره الضحية الأولى «للوحش». انتهى الأمر بالطيار الذي لعب دوره جريج جرونبيرج، صديق الطفولة لأبرامز الذي جلبه المنتج إلى معظم مشاريعه. تم اختبار حوالي خمس وسبعين امرأة من مختلف الأشكال والأحجام والأعراق والأعمار ليكونن كيت. في الخطط الأولية، ستظهر كيت كقائدة بعد وفاة جاك. لم تكن لتكون هاربة، وبدلاً من ذلك كان زوجها يذهب إلى الحمام قبل فترة وجيزة من انقسام الطائرة في منتصف الهواء، وستظل مصرة على الجزيرة بأنه على قيد الحياة. انتهى الأمر باستخدام هذا لشخصية روز (إل سكوت كالدويل) بدلاً من ذلك. أعجب المنتجون بتجربة أداء الكندية إيفانجلين ليلي لكيت، حيث أظهرت الثقة مع الضعف الذي كانوا يبحثون عنه. واجهت ليلي صعوبة في الحصول على تأشيرة للعمل في أمريكا. كان من المفترض أن تبدأ في اليوم الأول من التصوير، لكن تم إعادة ترتيب الجدول لمنحها مزيدًا من الوقت، وفي غضون ذلك، بدأ المنتجون في الاختبار مرة أخرى في حالة عدم وصول التأشيرة. ومع ذلك، خلال إحدى الاختبارات، تلقوا رسالة بريد إلكتروني تؤكد أنها حصلت على تأشيرتها ويمكنها بدء العمل في العرض.
قام ماثيو فوكس ودومينيك موناغان وجورجي جارسيا في الأصل باختبار أداء دور سوير، الذي كان من المفترض في ذلك الوقت أن يكون رجلًا محتالًا يرتدي بدلة، لكن الدور أُعطي لجوش هولواي. كان غارسيا أول ممثل عرف المنتجون أنهم سيلقون به. بينما اعتقد المنتجون أن جارسيا كان مذهلاً، لم يعتقدوا أنه مناسب لدور سوير، لذا فقد ابتكروا له شخصية هيرلي بدلاً من ذلك. عندما قام هولواي باختبار سوير، أحب المنتجون لهجته الجنوبية والحافة التي أحضرها للشخصية (ورد أن هولواي نسي نص قصته وركل كرسيًا وهو محبط). عرف المنتجون أنه لا يناسب الدور، لكنهم اعتقدوا أنه يمكن مشاهدته وتجربته كثيرًا، لذا أعادوا كتابة الدور ليناسبه، مما جعله أكثر وحشية وجنوبيًا، لكنهم احتفظوا بنفس الذكاء الذي كان لديه في الأصل. بعد ظهوره في سلسلة سيد الخواتم، عُرض على دومينيك موناغان العديد من الأدوار الخيالية، مثل الألف. كان حريصًا على تصوير دور مختلف، لذلك أراد جزءًا معاصرًا له طبقات وميزة. في الأصل كان تشارلي من كبار السن من الروك الذين حققوا نجاحًا كبيرًا في الثمانينيات ولكن الآن لديه إدمان الهيروين. بعد أن استمتع المنتجون باختبار موناغان لأداء سوير، قرروا اختياره في دور تشارلي وإعادة كتابة السيناريو لجعل تشارلي شابًا بدلاً من ذلك.

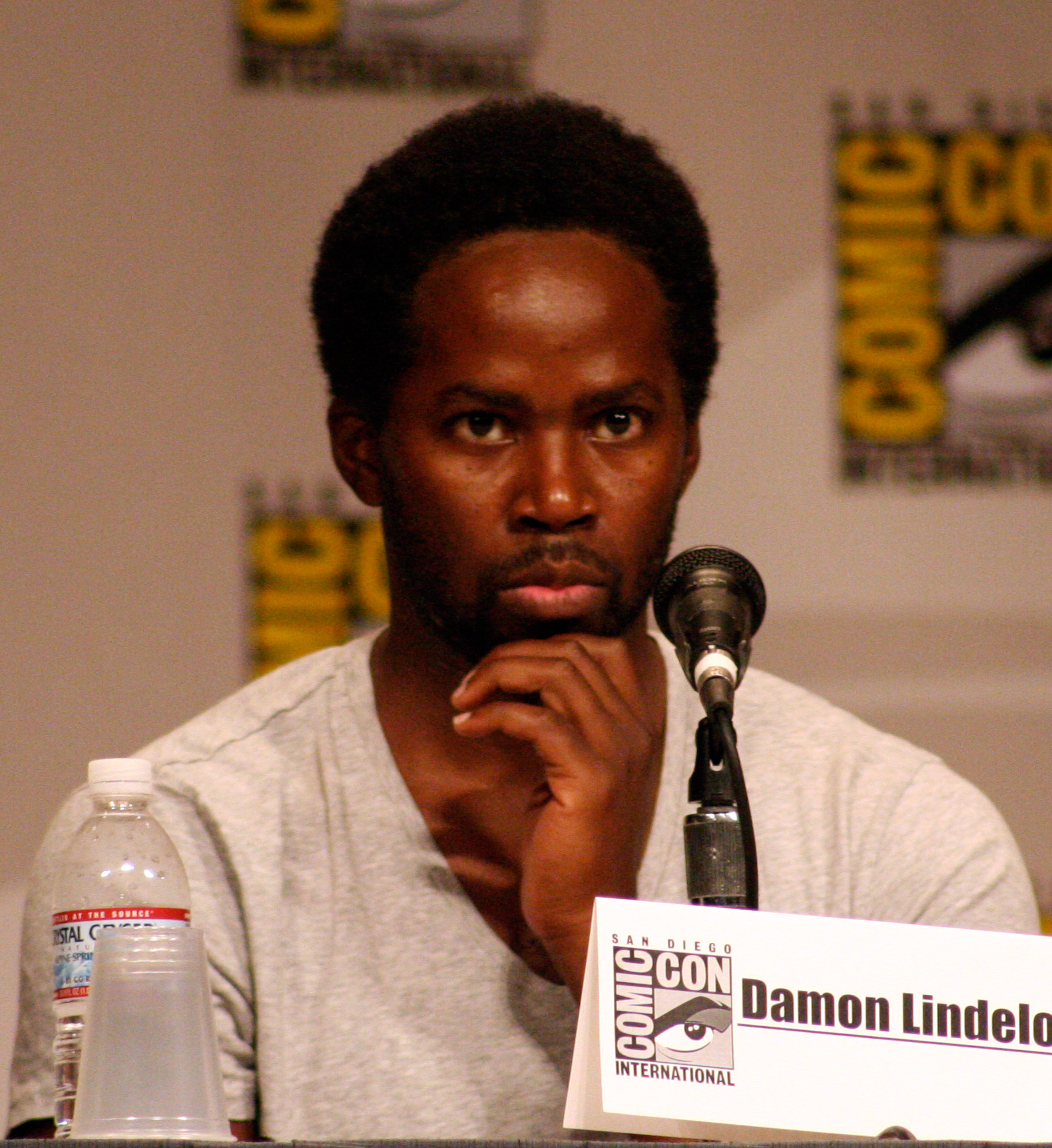
يلعب هارولد بيرينو دور الأب مايكل داوسون.

عندما كان المنتجون يختبرون الممثلين لأدوار في لوست، كان هارولد بيرينو في المنطقة. وصفها المنتجون بأنها «خطوة طبيعية» لإجرائه الاختبار. على الرغم من شكوكه في البداية من العرض، فقد تولى الدور عندما شرح منشئ محتوى لوست جاي جاي أبرامز المزيد عنه. شوهد الكثير من الأطفال لدور والت. تم تقليصها إلى المراكز الثلاثة الأولى، حيث فاز بها مالكولم ديفيد كيلي، بعد أن أعجب المنتجون بدوره في أنتون فيشر. عمل أبرامز مع تيري أوكوين سابقًا في إيلياس، وكان حريصًا على العمل معه مرة أخرى. وأوضح لـ أوكوين أنه على الرغم من أن الدور في الحلقات الأولى سيكون صغيرًا إلى حد ما، إلا أن الشخصية ستتطور بعد ذلك. تولى أوكوين الدور لأنه يثق في أبرامز. كان أيضًا الشخصية الوحيدة التي لم تضطر إلى إجراء اختبار رسمي لجزء من الشخصية الرئيسية. كان المنتجون يبحثون عن أنثى لديها «جودة باريس هيلتون» للعب شانون، لكنها لا يمكن أن تكون سطحية، لأن القصة تتطلب أكثر من ذلك. تم اختبار الكثير من النساء قبل أن يستقر المنتجون أخيرًا على ماغي غريس. تمت كتابتها لتكون شخصية مفتنة وبغيضة في الموسم الأول حيث احتاج المنتجون إلى شخصية يمكنهم استخدامها لخلق المعارضة والصراع. على عكس العديد من الشخصيات الأخرى في الموسم الأول، الذين أعيد كتابتهم بناءً على ممثليهم، كان بون متماثلًا إلى حد كبير من خلال الإنتاج. كان في الأصل يُدعى بون أنتوني ماركهام الخامس، بالاسم المستعار «خمسة». قام إيان سومرهالدر بتمثيل الدور، لكنه لم يرغب في تصوير الحلقة التجريبية؛ ومع ذلك، استغل الفرصة بمجرد أن اكتشف أنه سيعمل مع أبرامز.
تم التخطيط لـ لوست ليكون عرضًا متعدد الثقافات مع فريق عمل دولي. اعتقد المنتجون أنه من الضروري أن يتم اختيار أسترالية لشخصية كلير، وأن رحلة أوشيانك 815 يجب أن تغادر من سيدني. كانت إميلي دي رافين تعمل في إدمونتون، لذلك لم تتمكن من الذهاب إلى الاختبارات التي كانت تقام في لوس أنجلوس. من مقطع فيديو أرسلته إلى المنتجين، تمكنوا من معرفة أن دي رافين لديها الشبوبية والحلاوة اللازمتين للدور، وبدا أيضًا وكأن لديها بعض الخبرة في الحياة. لم يكن سعيد في المسودة الأصلية للحلقة التجريبية، لكن المستشار التنفيذي جيف بينكنر عمل مع نافين أندروز في مسلسل قصير الأمد على قناة ABC بعنوان الوحش (The Beast)، وكان حريصًا على أن يكون في لوست. فوجئ المنتجون بأن أندروز كان مهتمًا بالدور. عندما ألتقوا به، كل ما قيل لأندروز هو أن سعيد من العراق وكان في الجيش. تم اختبار كيم ين جن في الأصل لـ كيت. في الاختبار الخاص بها، أخبرت المنتجين أنها تتحدث الكورية بطلاقة، بعد أن نشأت في كوريا الجنوبية، حيث لعبت دور البطولة في العديد من الأفلام. أعجب المنتجون بأداء كيم وكتبوا لها شخصية صن، التي كان من المقرر أن تكون شخصًا لا يستطيع التحدث باللغة الإنجليزية، ولكن بعد كشف علاقتها بزوجها، سيعلم الجمهور أنها تتحدث بها بالفعل. تم إختيار دانيال داي كيم لدور جين، زوج صن. وصف داي كيم اختباره بأنه «تجربة ممتعة حقًا». لقد وجد الأمر صعبًا بشكل خاص لأنها كانت المرة الأولى التي يتصرف فيها باللغة الكورية، ولم يتحدث بها بانتظام منذ أن كان في المدرسة الثانوية، عندما كان يتحدث إلى والديه.

### التصوير
بدأ التصوير في 11 مارس 2004، مع تصوير المسرح في لوس أنجلوس للمشاهد التي تم تصويرها داخل الرحلة. وكان الموقع الأساسي في هاواي جزيرة أواهو. تم تصنيع حطام الرحلة 815 باستخدام طائرة لوكهيد إل-1011 تم بناؤها عام 1972 واستخدمتها خطوط دلتا الجوية سابقا حتى عام 1998، وبعد أن تم شرائها من قبل ABC تم تفكيكها وإرسالها إلى هاواي عن طريق السفن. استحوذت عمليات شراء وشحن وتزيين جسم الطائرة على معظم ميزانية الحلقة، والتي كانت تقدر بنحو 10 إلى 14 مليون دولار كانت أغلى حلقة تجريبية حتى ذلك الوقت. أدى إعطاء الضوء الأخضر لمثل هذا المشروع الباهظ والمحفوف بالمخاطر وسط التصنيفات المنخفضة لشركة ABC في النهاية إلى طرد براون من شركة والت ديزني، الشركة الأم لـ ABC.
قرر جاي جاي أبرامز عدم إجراء لقطات جوية لتجنب الكشف عن الكثير من الجزيرة، وأيضًا لأنه شعر أن وجهة النظر المختلفة يمكن أن تربك الجماهير. اختتم التصوير في 24 أبريل، عيد ميلاد ليندلوف. تم استخدام واسع النطاق للتأثيرات البصرية، وخاصة الشاشة الزرقاء، التي تم استعمالها في الحلقة. تم إعادة تصوير أحد التأثيرات على وجه الخصوص قبل بث الجزء الثاني مباشرة. تم استخدام المشهد الذي يتضمن دبًا قطبيًا محشوًا في إعلان ما قبل البث وتم تجميده وحصل على سخرية عبر الإنترنت، مما دفع ABC لاستبداله بدب CGI.

## ما بعد البث
كان العرض العالمي الأول للحلقة التجريبية في 24 يوليو 2004 في سان دييغو كومك كون إنترناشونال. تم بث الجزء الأول على ABC لأول مرة في 22 سبتمبر 2004، ووصل إلى رقم قياسي في التصنيف للحلقة التجريبية، مع 18.6 مليون مشاهد، وفي الأسبوع التالي، سجل الجزء الثاني 10.5/17 على تصنيفات نيلسن، وشاهدها 17 مليون مشاهد. تم بث كلا الجزئين في نفس الليلة لأول بث في المملكة المتحدة على القناة الرابعة في 10 أغسطس 2005، وحقق نجاحًا فوريًا. كان ثاني أكثر البرامج مشاهدة للقناة الرابعة في ذلك الأسبوع، حيث بلغت التقييمات 6.75 مليون، ويحتل المرتبة الثانية بعد Big Brother.
كانت المراجعات مواتية عند الإصدار. أعطتها IGN درجة 10/10 معلنة أن لوست «يفي بكل وعد يقدمه لجمهوره.» في سلسلة IGN لعام 2008 من «مراجعات الفلاش باك»، قام كريس كارابوت من IGN بتغيير النتائج. أعطى الجزء الأول 9.5 / 10، قائلاً إن ألغاز العرض «ستبقي الكثير منا مأسورًا للسنوات الأربع القادمة»؛ أعطى الجزء 2 في 9/10، قائلاً: «إنها حقًا أفعوانية من العاطفة وهذا الشعور بالرهبة الذي يظهر هنا يتم تصويره ببراعة.» أعطت مجلة الترفيه الإسبوعية علامة "A"، مشيرة إلى أنه حتى محبي الخيال والخيال غير العلمي يمكنهم الإعجاب به، وأعطتها صحيفة الولايات المتحدة اليوم 4 نجوم مدحًا في طاقم التمثيل. اختار ناقد فوتون (Futon Critic) الحلقة التجريبية لتكون خامس أفضل حلقة تلفزيونية لعام 2004. صنف دليل التلفاز الحلقة بالمرتبة الخامسة في قائمة أفضل 100 حلقة تلفزيونية في كل العصور. في الذكرى الخامسة والستين لتأسيسها، اختارتها دليل التلفاز كأفضل حلقة في القرن الحادي والعشرين.
في حفل توزيع جوائز إيمي لعام 2005، فاز لوست بجائزة إيمي برايم تايم لأفضل مسلسل درامي. فاز جاي جاي أبرامز بجائزة إيمي عن الإخراج المتميز لمسلسل درامي، حيث فازت ماري جو ماركي بتحرير الصور (مونتاج) بالكاميرا المفردة المتميز لمسلسل درامي وفاز مايكل جياشينو بتأليف موسيقي متميز عن مسلسل (تسطير درامي). فاز العرض بشكل عام بالمؤثرات البصرية الخاصة المتميزة لمسلسل وطاقم العمل المتميز لمسلسل درامي، بينما تلقى ترشيحات إضافية لتحرير الصوت المتميز لمسلسل والكتابة المتميزة لمسلسلات الدراما. فازت مديرة اختيار الممثلين أبريل ويبستر بجائزة أريتوس عن عملها في الحلقة التجريبية. كما فاز الجزء الأول من الحلقة بجائزتي غولدن ريل لأفضل مونتاج صوتي في التلفزيون القصير، وجائزة VES للتأثيرات البصرية. تم ترشيح الحلقة لجائزة هوغو وجوائز من الجمعية الأمريكية للمصورين السينمائيين ونقابة مديري الفن ونقابة المخرجين الأمريكية. فازت الحلقة التجريبية " و" بيت الشمس المشرقة " و" العثة " بجائزة Prism عن قصة تشارلي حول المخدرات.   